# Коструба (рід птахів)
Костру́ба (Mycerobas) — рід горобцеподібних птахів родини в'юркових (Fringillidae). Представники цього роду мешкають в Азії.

## Опис
Середня довжина коструб становить 21-23 см, вага 50-83 г. Їм притаманний статевий диморфізм. Самці коструб мають чорне забарвлення, нижня частина тіла у них жовта або оливково-зелена. Самиці мають непримітне, сіре або коричнювате забарвлення, хоча крила і хвости у них також чорні. Живуть коструби в хвойних, змішаних і широколистних лісах. Харчуються ягодами і насінням.

## Види
Виділяють чотири види:
- Коструба арчева (Mycerobas carnipes)
- Коструба плямистокрила (Mycerobas melanozanthos)
- Коструба афганська (Mycerobas icterioides)
- Коструба пекторалова (Mycerobas affinis)

## Етимологія
Наукова назва роду Mycerobas походить від сполучення слів дав.-гр. μυκηρος — мигдаль і дав.-гр. αγνυμι — лускати.